# Май Чао
Май Чао (кит.: 麦超, нар. 3 травня 1964, Ґуанчжоу) — китайський футболіст, що грав на позиції півзахисника за клуб «Гуанчжоу Аполло» та національну збірну Китаю.. По завершенні ігрової кар'єри — тренер.

## Клубна кар'єра
У дорослому футболі дебютував 1981 року виступами за команду «Гуанчжоу Аполло» з рідного клубу, кольори якої і захищав протягом усієї своєї кар'єри гравця, що тривала п'ятнадцять років.

## Виступи за збірні
1983 року залучався до складу молодіжної збірної Китаю.
1986 року дебютував в офіційних матчах у складі національної збірної Китаю. У складі збірної був учасником кубка Азії з футболу 1988 року в Катарі.
Загалом протягом семирічної кар'єри в національній команді провів у її формі 47 матчів, забивши 13 голів.

## Кар'єра тренера
Розпочав тренерську кар'єру невдовзі по завершенні кар'єри гравця, 1997 року, очоливши на два сезони тренерський штаб рідного «Гуанчжоу Аполло».
Згодом у 2003—2005 роках знову тренував цю команду, яка на той час вже носила назву «Гуанчжоу Евергранд». Згодом у 2008 році був головним тренером команди «Шеньчжень», а 2014 року очолював тренерський штаб «Гуандун Санрей Кейв».